# Pureba Conservation Park
Pureba Conservation Park är en park i Australien. Den ligger i delstaten South Australia, omkring 500 kilometer nordväst om delstatshuvudstaden Adelaide.
Trakten runt Pureba Conservation Park är nära nog obefolkad, med mindre än två invånare per kvadratkilometer.. Det finns inga samhällen i närheten.
Omgivningarna runt Pureba Conservation Park är i huvudsak ett öppet busklandskap. Genomsnittlig årsnederbörd är 362 millimeter. Den regnigaste månaden är juni, med i genomsnitt 64 mm nederbörd, och den torraste är december, med 9 mm nederbörd.